# 6-й Київський корпус (РПАУ)
6-й Київський корпус, також Київський повстанський корпус, Київська група РПАУ військове формування Революційної повстанської армії України, один з корпусів який був створений у жовтні 1919 року, проіснував до 1920 року.

## Структура
Корпус складався з полків, полки з батальйонів і дивізіонів, батальйони і дивізіони з рот і сотень, роти і сотні з взводів, взводи з піввзводом .
- Григорівський батальйон
- 5-й Гуляйпільський полк (3-го корпусу РПАУ)

## Історія
У кінці вересня 1919 року Штармом РПАУ в селі Верблюжки, була створена Київська група РПАУ з батальйону колишніх григор'євців і 1 махновського полку, командиром був призначений Рябонов його помічник Калюжний.
Групі було дано вказівку повернутися в село Піщаний Брід, знайти Н. Махно передати йому розпорядження штурма і ради РПАУ. Також повстанська група повинна була зайняти район Умані, Таращі, Корсуня, Звенигородки в околицях яких махновці мали зайнятися формуванням «Київського Повстанського Корпусу», створений корпус повинен був вести бойові операції в заданому районі, підбирати поранених махновців і повстанців які залишилися в Уманському районі.
1 жовтня група з села Верблюжки вирушила в зазначений район.
17 листопада Київська група Рябонова в Корсунському районі зайняли Ставище і Канів, знищивши і витісняючи сили генерала Драгомирова на Володарку.

## Чисельність
Початок жовтня 500—1000.

## Озброєння
Початок жовтня 500 багнетів, 20 шабель, 4 кулемети.